# Teudis comstocki
Teudis comstocki is een spinnensoort uit de familie van de buisspinnen (Anyphaenidae).
De wetenschappelijke naam van de soort werd in 1948 als Aysha comstocki gepubliceerd door Benedicto Abílio Monteiro Soares en Hélio Ferraz de Almeida Camargo.